# Claudio Landim
Claudio Landim  (28 de janeiro de 1965) é um matemático brasileiro, que trabalha com probabilidade e suas aplicações à física estatística.
Obteve um doutorado em 1990 na Universidade Paris VII, orientado por Claude Kipnis, com a tese Comportement Hydrodynamique et Grandes Déviations de Processus à une infinité de Particules.
Foi palestrante convidado do Congresso Internacional de Matemáticos no Rio de Janeiro (2018: Variational formulae for the capacity induced elliptic differential operators).
Para o Congresso Internacional de Matemáticos de 2022 em São Petersburgo está listado como palestrante convidado.

## Publicações selecionadas
- Hydrodynamical Equation for Attractive Particle Systems on {\displaystyle \mathbb {Z} ^{d}}, Annals of Probability, Volume 19, 1991, p. 1537–1558
- com H. T. Yau: Convergence to equilibrium of conservative particle systems on {\displaystyle \mathbb {Z} ^{d}}, Annals of Probability, Volume 31, 2003, p. 115–147
- com Tomasz Komorowski, Stefano Olla: Fluctuations in Markov Processes, Time Symmetry and Martingale Approximation, Grundlehren der mathematischen Wissenschaften 345, Springer 2012
- Hydrodynamic Limits of Interacting Particle Systems, in: ICTP Lecture Notes 17, School and Conference on Probability Theory, Triest 2004, p. 57–100
- Central Limit Theorem for Markov Processes, in: Pierre Picco, Jaime San Martin (Eds.), From Classical to Modern Probability CIMPA Summer School 2001, Progress in Probability 54, Birkäuser 2003, p. 147–207
- com Claude Kipnis: Scaling Limits of Interacting Particle Systems, Grundlehren der Mathematischen Wissenschaften 320, Springer 1999